# Himalajski jorgovan
Himalajski jorgovan (lat. Syringa emodi), mirisni grm iz porodice maslinovki. Raste jedino po zapadnoj Himalaji u Nepalu, Pakistanu i Tibetu.
Naraste do 5 pet metara visine u zonama između 2000 i 3000 metara visine. Ponekad se uzgaja u vrtovima. Lišće se koristi kao krma za koze.

## Sinonimi
- Syringa emodi f. aurea (Carrière) Schelle
- Syringa emodi var. aurea Carrière
- Syringa emodi f. aureovariegata (Rehder) McKelvey
- Syringa emodi var. aureovariegata Rehder
- Syringa emodi var. elegantissima Ottol.
- Syringa emodi var. variegata Kleef
- Syringa tibetica P.Y.Pai
- Syringa villosa var. aurea (Carrière) Rehder
- Syringa villosa var. aureovariegata (Rehder) Rehder
- Syringa villosa subsp. emodi (Wall. ex Royle) A.E.Murray
- Syringa villosa var. emodi (Wall. ex Royle) Rehder
- Syringa vulgaris var. emodi (Wall. ex Royle) Jaub.